# Вспомогательные войска
Вспомогательные войска или Ауксилиарные войска  (от латинского слова auxiliares — вспомогательные):
- формирования древнеримского войска — Ауксилия (Auxilia[5][3]);
- войска (силы) — посылаемые одним государством в помощь другому[2];
- в России, на начало XX столетия, так назывались современные специальные войска[6] ВС;
- на начало XX столетия, в Англии, в их колониях[3] (Австралия, Канада и других), некоторые территориальные войска (Auxiliary forces[4]).

## История

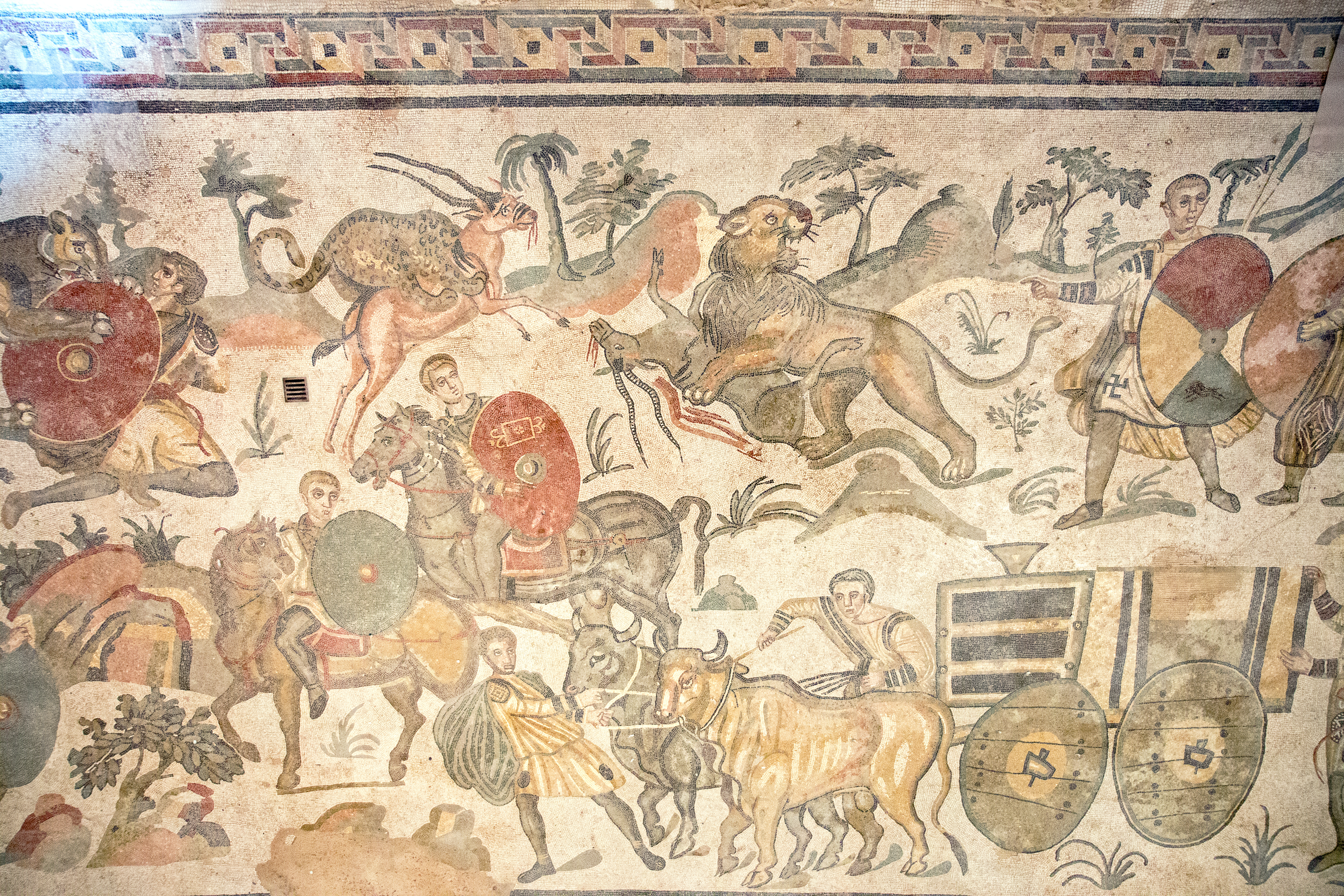
Ауксиларии, охотящиеся на диких зверей. Римская мозаика из Виллы дель-Касале близ Пьяцца-Армерина (Сицилия). IV век нашей эры.

### Древнее время
В период развития цивилизаций происходило совершенствование их военного дела, для победы над своими соседями, захвата их имущества или территорий, или для защиты (обороны) от агрессивного неприятеля.
Вспомогательные войска (Auxilia), существовали уже в то время, когда италийские народы в качестве партнёров (socii) выставляли вспомогательные отряды под именем внешнего подкрепления (externa auxilia). С тех пор когда римские партнёры получили права гражданства из них начали набираться легионы, а их место заняли alae или аларии (alarii) — вспомогательные войска, набиравшиеся в провинциях.
Агрессивная военная политика древнего Рима требовала увеличения м специализации его войска, так в нём появились вспомогательные войска (auxiliarii). Свои вспомогательные войска древние римляне пополняли вербовочным методом, привлекая личный состав в него среди независимых от Рима племён, или же такие войска выставлялись вождями этих племён на основании особых договоров между ними и Римом. Боевые качества формирований вспомогательных войск зависели от воинственности племён, поставлявших личный состав в них, и от продолжительности обучения вербованных наёмников. К вспомогательным войскам тогда также причислялись и войска, которые должны были выставлять союзные народы и государи (союзники).
У древних римлян вспомогательные войска не входили в состав римских легионов, а образовали группы различной силы, делившиеся на когорты (cohortes auxiliariae). В боевом порядке римские легионы всегда занимали центр, а вспомогательные войска становились на флангах, образуя «крылья» (alae) построения, почему назывались также аларии (alarii) и alae или их всадники назывались фланговыми (equites alarii).
Во времена царствование, в восточных м западных землях, Диоклетиана и Константина Великого, ауксилиями именовались роты лёгкой пехоты. Общее число этих рот (стрелков и пращников) в Восточной империи доходило до 41 боевой единицы, в Западной — 65 единиц, при чём они представляли собой милицию, поставлявшуюся пограничными народами.

### Специальные войска

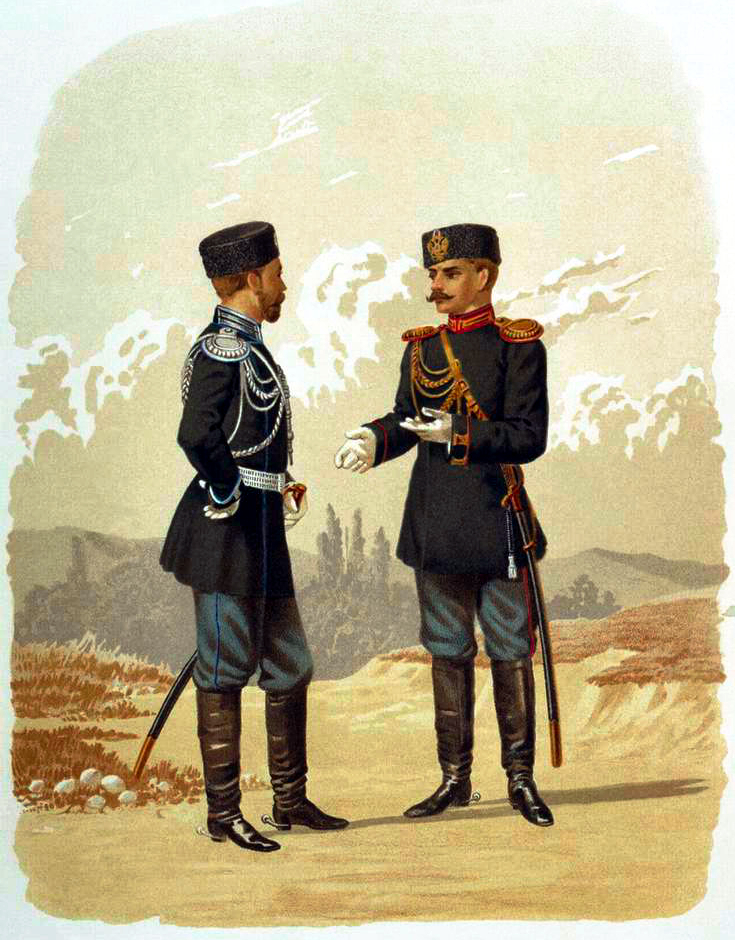
Корпус Военных Топографов и Корпус Фельдегерьский. Обер-офицеры в парадной форме. 1881 год.

Основные начала организации войска (военное строительство) определяются его назначением: быть вооружённой силой государства, и оно должно быть устроено сообразно требованиям стратегии (др.-греч. στρατηγία — иску́сство полково́дца), военного искусства и тактики (др.-греч. τακτικός «относящийся к построению войск», от τάξις «строй и расположение»), с их развитием на Руси (в России) появились и так называемые вспомогательные войска. 
В России, на начало XX столетия, Вспомогательные войска — отдельные части и команды военного ведомства, не преследующие боевых или технических целей, а предназначаемые для выполнения служебных задач мирного или военного времени. По действующему русскому законодательству, того периода времени, к ним относились:
- корпус военных топографов;
- полуэскадрон при Императорской Николаевской военной академии;
- строевые части при офицерских школах;
- электротехническая рота при электротехнической школе;
- Одесский морской батальон;
- кадровые обозные батальоны и роты;
- военно-голубиная почта;
- полевые и крепостные жандармские части;
- фельдъегерский корпус;
- рота дворцовых гренадер;
- нестроевые безоружные команды;
- заведовающие передвижением войск;
- коменданты железно-дорожных станций;
- ремонтные комиссии.

### Англия
На начало XX столетия, ауксилиарные войска (auxiliary forces) в Англии, это некоторые территориальные войска, то есть вспомогательные войска англичан, пополняемые добровольцами, в Австралии, Канаде и некоторых других их колониальных владениях.